# Valley of the Sun Stage Race
La Valley of the Sun Stage Race est une course cycliste sur route par étape américaine disputée autour de Phoenix, dans l'Arizona. Elle a été créée en 1992. Elle est organisée par le White Mountain Road Club, club cycliste basé à Phoenix et créé en 1980. Elle se compose de trois étapes : un contre-la-montre, une course en ligne et un critérium.
Une course féminine est également organisée.

## Palmarès

### Palmarès masculin
| Année | Vainqueur          | Deuxième             | Troisième          |
| ----- | ------------------ | -------------------- | ------------------ |
| 1995  | Roberto Gaggioli   | Jorge Espinosa       | Brian Walton       |
| 1996  | Dirk Copeland      | Robbie Ventura (en)  | Greg Randolph      |
| 1997  | Remigius Lupeikis  |                      |                    |
| 1998  | Trent Klasna       | Jonathan Vaughters   | Clark Sheehan      |
| 1999  | James Carney       | Christian Vandevelde | Dylan Casey        |
| 2000  | Gordon Fraser      | Floyd Landis         | David Zabriskie    |
| 2001  | Baden Cooke        | Jamie Drew           | John Kelly         |
| 2002  | Chris Wherry       | Chris Fisher         | Scott Moninger     |
| 2003  | Aaron Olsen        | Iván Domínguez       | Mark McCormack     |
| 2004  | Mariano Friedick   | Gordon McCauley      | Ryan Blickem       |
| 2005  | Ryan Blickem       | Brian Sheedy         | Giancarlo Checchi  |
| 2006  | Tom Zirbel         | Curtis Gunn          | Ryan Blickem       |
| 2007  | Matthew Seagrave   | Dan Vinson           | Corey Collier      |
| 2008  | Karl Bordine       | Ben Kneller          | Sam Johnson        |
| 2009  | Jonathan Chodroff  | Ben Kneller          | Graham Howard      |
| 2010  | Jonathan Chodroff  | Luis Amarán          | Andrew Talansky    |
| 2011  | Paul Thomas        | J. Gunn Wilkinson    | Craig Nunes        |
| 2012  | Luis Amarán        | Eric Marcotte        | Andžs Flaksis      |
| 2013  | Ben Jacques-Maynes | Jim Peterman         | Luis Amarán        |
| 2014  | Daniel Eaton       | Fabrizio Von Nacher  | Tyler Schwartz     |
| 2015  | Heath Blackgrove   | Chad Beyer           | Brian McCulloch    |
| 2016  | Ryan Roth          | Brandon McNulty      | Innokenty Zavyalov |
| 2017  | Innokenty Zavyalov | James Piccoli        | Wouter Zwart       |
| 2018  | Wouter Zwart       | Cory Lockwood        | David Greif        |
| 2019  | Cory Lockwood      | Stephen Vogel        | Matthew Zimmer     |
| 2020  | Magnus Sheffield   | Tyler Williams       | Matthew Riccitello |
| 2021  | annulé             |                      |                    |
| 2022  | Tyler Stites       | Zach Gregg           | Stephen Vogel      |
| 2023  | Conor White        | Jordan Cheyne        | Stephen Vogel      |
| 2024  | Joshua Lebo        | Garin Kelley         | Luke Arrens        |
| 2025  | Carson Mattern     | Cory Lockwood        | Tim McBirney       |

### Palmarès féminin
| Année | Vainqueur               | Deuxième             | Troisième           |
| ----- | ----------------------- | -------------------- | ------------------- |
| 1995  | Marion Clignet          | Laura Charameda      | Julie Young         |
| 2000  | Erin Carter             |                      |                     |
| 2001  | Geneviève Jeanson       |                      |                     |
| 2002  | Geneviève Jeanson       |                      |                     |
| 2003  | Geneviève Jeanson       |                      |                     |
| 2004  | Lynn Gaggioli           |                      |                     |
| 2005  | Kristin Armstrong       | Kimberly Bruckner    | Geneviève Jeanson   |
| 2006  | Erin Veenstra-Mirabella | Andrea Ratkovic      | Anne Samplonius     |
| 2007  | Kori Seehafer           |                      |                     |
| 2008  | Lana Atchley            |                      |                     |
| 2009  | Amanda Miller           | Moriah Jo McGregor   | Melissa McWhirter   |
| 2010  | Carmen Small            | Molly Van Houweling  | Catherine Dickson   |
| 2011  | Molly Van Houweling     | Julie Cutts          | Jerika Hutchinson   |
| 2012  | Evelyn Stevens          | Ally Stacher         | Julie Cutts         |
| 2013  | Alison Tetrick          | Marti Shea           | Molly Van Houweling |
| 2014  | Evelyn Stevens          | Carmen Small         | Tayler Wiles        |
| 2015  | Lauren Komanski         | Allie Dragoo         | Julie Emmerman      |
| 2016  | Allie Dragoo            | Leah Thomas          | Julie Emmerman      |
| 2017  | Leah Thomas             | Brianna Walle        | Lauren Stephens     |
| 2018  | Leah Thomas             | Sara Bergen          | Beth Ann Orton (en) |
| 2019  | Allie Dragoo            | Jasmin Duehring      | Whitney Allison     |
| 2020  | Summer Moak (en)        | Jennifer Luebke (en) | Stefanie Sydlik     |
| 2021  | annulé                  |                      |                     |
| 2022  | Emily Ehrlich           | Caitlin Conyers      | Julie Emmerman      |
| 2023  | Emily Ehrlich           | Marlies Mejías       | Megan Easler        |
| 2024  | Emily Ehrlich           | Marlies Mejías       | Sarah Van Dam       |
| 2025  | Emily Ehrlich           | Marlies Mejías       | Marjorie Rinaldo    |

### Palmarès masculin (juniors)
| Année     | Vainqueur         | Deuxième          | Troisième           |
| --------- | ----------------- | ----------------- | ------------------- |
| 2006      | Benjamin Volotzky | Blake Anton       | Joe Iannarelli      |
| 2007      | Taylor Kuphaldt   | Scotty Tickemyer  | Ricky Cruz          |
| 2008-2009 | ?                 |                   |                     |
| 2010      | Eamon Lucas       | Andrew Lanier     | Torey Philipp       |
| 2011      | Colin Joyce       | Kyle Torres       | Tyler Williams      |
| 2012      | Gregory Daniel    | Ian Moore         | Michael Dessau      |
| 2013      | Seth Veenbaas     | Justin Oien       | Phil O'Donnell      |
| 2014      | Jonny Brown       | Neilson Powless   | Eric Oien           |
| 2015      | Brandon McNulty   | Clayton Stone     | Christopher Blevins |
| 2016      | Daniel Willett    | Richard Holec     | Bo Knickman         |
| 2017      | Camden Vodicka    | Matteo Jorgenson  | Riley Sheehan       |
| 2018      | Quinn Simmons     | Andrew Vollmer    | Matthew Oliveira    |
| 2019      | Jared Scott       | Seth Callahan     | Nolan Jenkins       |
| 2020      | Kyle Chromy       | Will Sharp        | Blake Wray          |
| 2021      | annulé            |                   |                     |
| 2022      | Brockton Smith    | Thomas Paluda     | Mack Dorf           |
| 2023      | David Thompson    | Brendan Luongo    | Otis Engel          |
| 2024      | Ashlin Barry      | Peyton Burckel    | Noah Streif         |
| 2025      | Beckam Drake      | Benjamin Juracich | Rowan Child         |